# Courts mais trash
 (novembre 2024).
 (novembre 2024).
La mise en forme du texte ne suit pas les recommandations de Wikipédia : il faut le « wikifier ».
Les points d'amélioration suivants sont les cas les plus fréquents. Le détail des points à revoir est peut-être précisé sur la page de discussion.
- Les titres sont pré-formatés par le logiciel. Ils ne sont ni en capitales, ni en gras.
- Le texte ne doit pas être écrit en capitales (les noms de famille non plus), ni en gras, ni en italique, ni en « petit »…
- Le gras n'est utilisé que pour surligner le titre de l'article dans l'introduction, une seule fois.
- L'italique est rarement utilisé : mots en langue étrangère, titres d'œuvres, noms de bateaux, etc.
- Les citations ne sont pas en italique mais en corps de texte normal. Elles sont entourées par des guillemets français : « et ».
- Les listes à puces sont à éviter, des paragraphes rédigés étant largement préférés. Les tableaux sont à réserver à la présentation de données structurées (résultats, etc.).
- Les appels de note de bas de page (petits chiffres en exposant, introduits par l'outil «  Source ») sont à placer entre la fin de phrase et le point final[comme ça].
- Les liens internes (vers d'autres articles de Wikipédia) sont à choisir avec parcimonie. Créez des liens vers des articles approfondissant le sujet. Les termes génériques sans rapport avec le sujet sont à éviter, ainsi que les répétitions de liens vers un même terme.
- Les liens externes sont à placer uniquement dans une section « Liens externes », à la fin de l'article. Ces liens sont à choisir avec parcimonie suivant les règles définies. Si un lien sert de source à l'article, son insertion dans le texte est à faire par les notes de bas de page.
- La présentation des références doit suivre les conventions bibliographiques. Il est recommandé d'utiliser les modèles {{Ouvrage}}, {{Chapitre}}, {{Article}}, {{Lien web}} et/ou {{Bibliographie}}. Le mode d'édition visuel peut mettre en forme automatiquement les références.
- Insérer une infobox (cadre d'informations à droite) n'est pas obligatoire pour parachever la mise en page.

Pour une aide détaillée, merci de consulter Aide:Wikification.
Si vous pensez que ces points ont été résolus, vous pouvez retirer ce bandeau et améliorer la mise en forme d'un autre article.
Courts Mais Trash, dont la première édition s’est déroulée en 2005, est un festival de films organisé par l’association sans but lucratif « Born 2 Be Cheap » qui se déroule fin-janvier/début février à Bruxelles.
Prenant place sur une semaine, l’événement met à l’honneur des courts métrages underground, indépendants et autoproduits, de tous genres (fiction, animation, documentaire et clip) et horizons confondus (cinéma national comme international) au travers de plusieurs programmes thématiques (féministe, queer, etc.).
En plus des projections de films, le festival organise des rencontres pour les professionnels du secteur lors de son après-midi « Meet Mais Trash », ainsi que des activités pour le grand public comme le traditionnel karaoké ou le « Bingo Trash ».

## Historique
La première projection de l'événement Courts Mais Trash est organisée le 1er avril 2005 au centre culturel des Riches-Claires. Il s’agit à l’époque d’une unique séance de courts métrages, mais axe déjà sa programmation sur des films qui sortent des sentiers battus avec la diffusion de films indépendants et autoproduits. Devant le succès de cette première séance, le concept de ciné-club sur une soirée s’est instauré de manière trimestrielle.
En 2013, l’événement prend une forme de festival qui s’organise sur trois jours, toujours au centre culturel des Riches-Claires.
Festival engagé et axant sa programmation sur la représentation de minorités sur grand écran, le festival crée des événements satellites, comme en 2020 avec le programme Female Trouble diffusé lors de la journée internationale des droits des femmes ; ou encore le festival Queer Mais Trash organisé lors de la Marche des Fiertés de Bruxelles depuis 2019. Ces deux programmes sont maintenant organisés pendant le festival Courts Mais Trash.
Les autres programmes emblématiques du festival sont Courts Mais Super Trash, la Super Sex, La Born 2 Be cheap, un programme Animé Trash ou encore la WTF ?!
Au fil des années, le festival et ses événements satellites gagnent en popularité. Courts Mais Trash est régulièrement appelé pour des cartes blanches en Belgique (BIFFF, BSFF) et s’exporte à l’international pour des collaborations avec d’autres festivals (BUT Film Festival, le Festival du Film de l'Est, Fenêtre sur Court, Court Métrange et le Festival du Cinéma Belge en Garrigue).
À l’aube de sa 20ème édition, Courts Mais Trash a accueilli plus de 5 200 spectateurs à son édition 2024.

## Palmarès
(novembre 2024).

### Compétition nationale
- 2013 : Maintenant il faut grandir de Bruno Tondeur  Belgique
- 2014 : The Boredom de Marco Zagaglia  Belgique
- 2015 : L'être venu d'ailleurs de Guy Bordin et Renaud De Putter  Belgique
- 2016 : Le trognon de pomme de Mathilde Remy  Belgique
- 2017 : Steven goes to the Park de Claudia Cortés  Belgique
- 2018 : Stacey en de Alien de Nelson Polfliet  Belgique
- 2019 : Haar naam was de Helena Dalemans  Belgique
- 2020 : Mother's de Hippolyte Leibovici  Belgique
- 2021 : Corps - Carnivore de Yoann Stehr  Belgique
- 2022 : Yser de Quentin Moll-Van Roye  Belgique
- 2023 : La pote d'un pote de Julien Henry  Belgique
- 2024 : Drijf de Levi Stoops  Belgique
- 2025 : Bingo de Fanny Ruwet  Belgique

### Compétition internationale
- 2013 : #67 de Jean-Gabriel Périot  France
- 2014 : Maximilien de Lewis Eizykman  France
- 2015 : Supervenus de Frédéric Doazan  France
- 2016 : La ville s'endormait de Thibault Le Goff  France
- 2017 : Nathalie vous nique tous de Lenny et Harpo Guit  France
- 2018 : HYPERCOOL de Mathias Antonietti et Rémy Rufer  Suisse
- 2019 : How It Feels to Be Hungover de Viktor Hertz   Suède
- 2020 : Lamento della ninfa de Matock  France
- 2021 : The Plunge de Simon Ryninks   Royaume-Uni
- 2022 : The Binding of Itzik de Anika Benkov  États-Unis
- 2023 : Aspirational Slut de Caroline Lindy  États-Unis
- 2024 : Call me Mommy de Tara O’Callaghan  Irlande
- 2025 : Help, I'm Alien Pregnant de Sean Wallace et Jordan Mark Windsor  Nouvelle-Zélande

### Compétition Born 2 Be Cheap
- 2019 : Maria Je rêve de Noé Reutenauer  Belgique
- 2020 : Valerio's Day Out de Michael Arcos  États-Unis
- 2021 : Personal Shopping de Alex Eisenberg, Candy Gigi et Tom Joseph  Royaume-Uni
- 2022 : Muriel, la petite sirène du canal de Jean-Christophe Huc  France
- 2023 : The human who felt like a gun de Mélissa Medan  Belgique
- 2024 : Gavin de Caroline Dujardin et Justine Venet  Belgique
- 2025 : The Return of HyperTurfu Xpress 2 du collectif Hyperartiste  Suisse

### Festival Queer Mais Trash
- 2020 : A Fome da Carne de Marcelo Denny et Marcelo D’Avilla   Brésil
- 2021 : Romy & Laure... et Le Mystère du Plug Enchanté de Romy Alizée et Laure Giappiconi  France
- 2022 : Supreme de Youssef Youssef  Suisse
- 2023 : Les Démons de Dorothy de Alexis Langlois  France
- 2024 : House of Whoreship de Holly Bates  Australie
- 2025 : Gender Reveal de Mo Matton  Canada

### Compétition Film étudiant
- 2024 : Renaissances de Naomi Noiret  Belgique
- 2025 : Rides du lion et pattes d'oie de Juliette Léonard  Belgique